# موزه کوئینز
موزه کوئینز، که سابقاً موزه هنر کوئینز نامیده می‌شد، یک موزه هنری و مرکز آموزشی است که در فلاشینگ میدوز–پارک کرونا در ناحیه کوئینز در شهر نیویورک ایالات متحده آمریکا واقع شده است. این موزه در سال ۱۹۷۲ تأسیس شد و در میان نمایشگاه‌های دائمی خود، پانورامای شهر نیویورک، که در اصل برای نمایشگاه جهانی نیویورک در سال ۱۹۶۴ ساخته شده بود، را به نمایش می‌گذارد، این نمایشگاه از آن زمان به صورت مستمر به روز شده است. همچنین دارای آرشیو بزرگی از صنایع ساخته‌شده هر دو نمایشگاه جهانی ۱۹۳۹ و ۱۹۶۴ است که منتخبی از آنها به نمایش گذاشته شده است.

## تاریخچه ساختمان
موزه کوئینز در ساختمان شهر نیویورک واقع شده است، غرفه تاریخی که توسط معمار آیمار امبری II برای نمایشگاه جهانی ۱۹۳۹ طراحی شده است. از سال ۱۹۴۶ تا ۱۹۵۰ این غرفه، محل موقت مجمع عمومی سازمان ملل بود و یادآور لحظات تعیین‌کننده متعددی در سالهای اولیه سازمان ملل بود، از جمله ایجاد یونیسف، تقسیم کره و مجوز سازمان ملل برای ایجاد اسرائیل

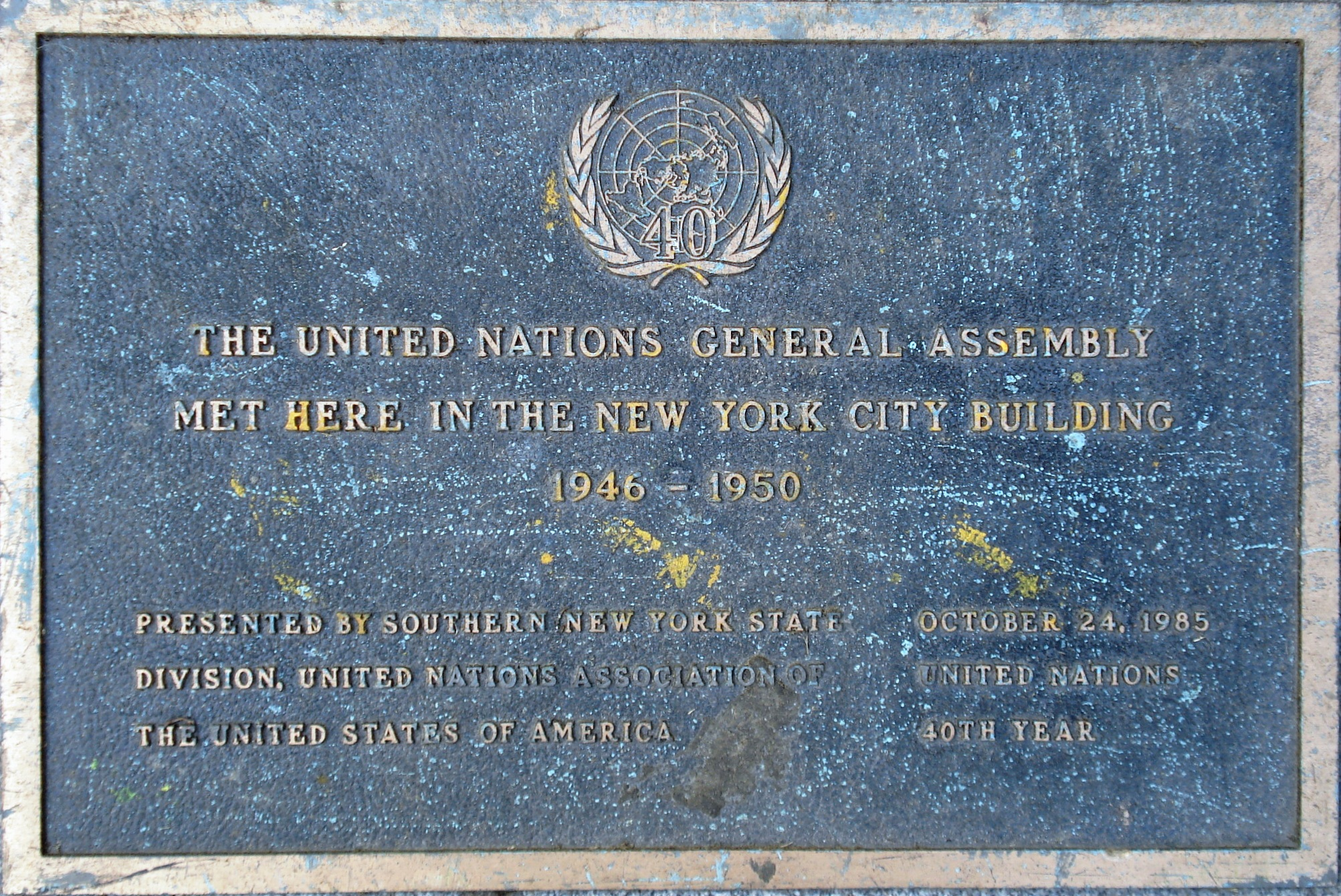
پلاک بیرون از موزه یادبود نشست مجمع عمومی سازمان ملل در سایت از سال ۱۹۴۶ تا ۱۹۵۰

## مجموعه‌ها و نمایشگاه‌ها

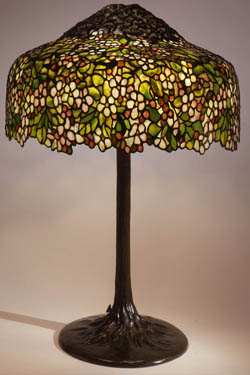
لامپی از مجموعه تیفانی

### پانوراما از شهر نیویورک

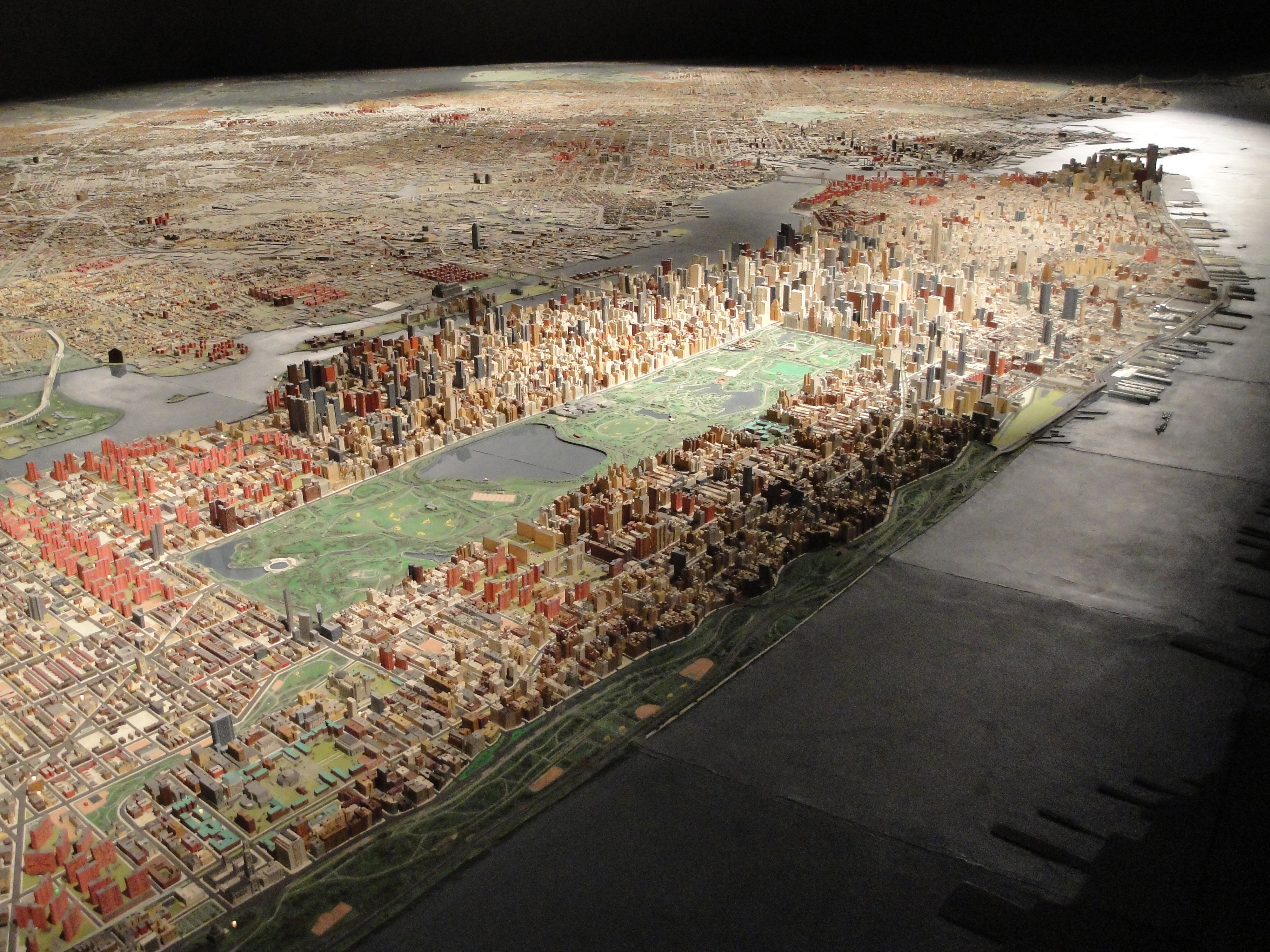
پانورامای شهر نیویورک که بارها و بارها به روز شد، همان‌طور که در سال ۲۰۱۱ ظاهر شد

## آموزش و اطلاع‌رسانی
هر ساله موزه کوئینز از طریق نمایشگاه‌ها و برنامه‌ها به حدود ۲۰۰۰۰۰ بازدیدکننده خدمات ارائه می‌دهد. شرکت کنندگان از کوئینز، سایر بخش‌های نیویورک و شهرستان ناسائو و همچنین بازدیدکنندگان بین‌المللی جذب می‌شوند. مخاطبان موزه با تنوع بازدیدکنندگان متمایز می‌شوند که منعکس کننده تنوع قومیت‌های ساکن در منطقه است. طبق سرشماری سال ۲۰۰۰ طی ۲۰ سال گذشته، یک تغییر جمعیتی، کوئینز را به متنوع‌ترین شهرستان از نظر فرهنگی در کشور تبدیل کرده است: ۳۷٪ از جمعیت سفیدپوست، ۲۵٪ لاتین، ۲۰٪ آفریقایی-آمریکایی، و ۱۸٪ آسیایی هستند. تقریباً ۱۳۸ زبان در کوئینز صحبت می‌شود و بیش از نیمی از خانواده‌ها توسط افرادی که خارج از ایالات متحده متولد شده‌اند اداره می‌شوند.